# 祖安·拿樸達
祖安·拿樸達·艾斯祖治（發音：[ʒuˈan ləˈpɔrtə i əsˈtɾuk]；1962年6月29日—），加泰羅尼亞政治人物，曾於2003-10年出任巴塞隆拿主席，並且於2021年3月舉行的巴塞隆拿足球會主席大選中擊敗方特以及費利沙，以54.28%的得票率勝出選舉，再度成為球會主席。
拿樸達畢業於巴塞隆拿大學，職業為律師，於自己的律師行Laporta & Arbós工作。

## 政治生涯
1996年，拉波尔塔加入了由安赫尔·科洛姆（Àngel Colom）创立的加泰罗尼亚独立党（Partit per la Independència，PI）。
2009年12月，在维克举行的一场集会中，他向观众演讲，鼓励人们为加泰罗尼亚的自由而奋斗。
2010年3月，拉波尔塔创建了政党“加泰罗尼亚民主”（Democràcia Catalana），并与乌里埃尔·贝尔特兰和阿方斯·洛佩斯·特纳创建了“为独立团结的加泰罗尼亚”（Solidaritat Catalana per la Independència，SI）。
2010年选举中，该联盟获得了102,921票，拉波尔塔成为议会成员之一。
2011年3月，拉波尔塔宣布与SI分道扬镳，并加入了一个与共和左翼（ERC）和Reagrupament合作的新选举联盟“团结为巴塞罗那”（Unitat per Barcelona）。
他以该联盟身份参与了2011年市政选举，并在2015年结束了在市议会的任期。